# Pelstergasthuiskerk
De Pelstergasthuiskerk is een kerk in Groningen die vernoemd is naar het Pelstergasthuis.
De zaalkerk in romano-gotische bouwstijl werd al in 1267 in gebruik genomen, maar werd door de eeuwen heen vaak verbouwd. In de kerk staat een preekstoelkuip uit de 17e eeuw. De kerk heeft een in 1693 en 1711-1712 door Arp Schnitger gebouwd uitzonderlijk fraai geornamenteerd orgel, dat in 1774 door Albertus Antoni Hinsz werd verplaatst en aangepast. De Pelstergasthuiskerk is een Rijksmonument.

## Geschiedenis
Reeds in de 13e eeuw ontstond het hospitael ten Hillighen Gheeste (Pelsterstraat 39-42) en dit gasthuis werd de grootste van de stad Groningen en had vooral als functie het verplegen van zieken. Er stond toen een grote ziekenzaal naast de reeds in 1267 genoemde kapel aan de Pelsterstraat.
Rond 1625 begon men met de vernieuwing en de herinrichting van dit gasthuis en vijf jaar later werden deze werkzaamheden afgerond. De hospitaalfunctie van het gasthuis kwam toen te vervallen. De ziekenzaal werd in 1628 verkocht en kwam toen in gebruik als stadsmagazijn. Tevens werd in 1626 het kerkhof heringericht en de kerk gerepareerd. In 1627 kreeg het een nieuw orgel.
De kapel werd in 1685 toegewezen aan de Waalse kerk. De Waalse gemeente heeft tussen 1850 en 1935 een eigen kerkgebouw aan de Vismarkt gehad, maar is na 1935 teruggekeerd naar de kapel en gebruikt deze nog steeds.
In 1693 werd er een nieuw rugwerk voor het orgel aangebracht door Arp Schnitger en in 1773-1774 verving hij het oude hoofdwerk van het orgel door een groter exemplaar, voorzien van meer ornamenten.
In de 18e eeuw werden vernieuwingen uitgevoerd aan het complex, waarbij in 1773-1774 de kapel aan de oostzijde verlengd werd, zodat de voorgevel op één lijn kwam te staan met de voormalige ziekenzaal. Met de verbouwing van de kerk werd het orgel door Albertus Antoni Hinsz verplaatst van de noordwand naar de westmuur.
In 1855 is de verlengde voorgevel verbouwd en kreeg een neoclassicistische vorm, volgens het ontwerp van K. Maris.
In 1859-1860 werd het interieur van de kerk vernieuwd.
In 1972-1988 werd het complex gerestaureerd waarbij restanten van het oude steenhuis tevoorschijn kwamen.

## Huidig gebruik
De Pelstergasthuiskerk wordt thans gebruikt door de Vrijzinnige Protestantse Gemeente en de Waalse gemeente.

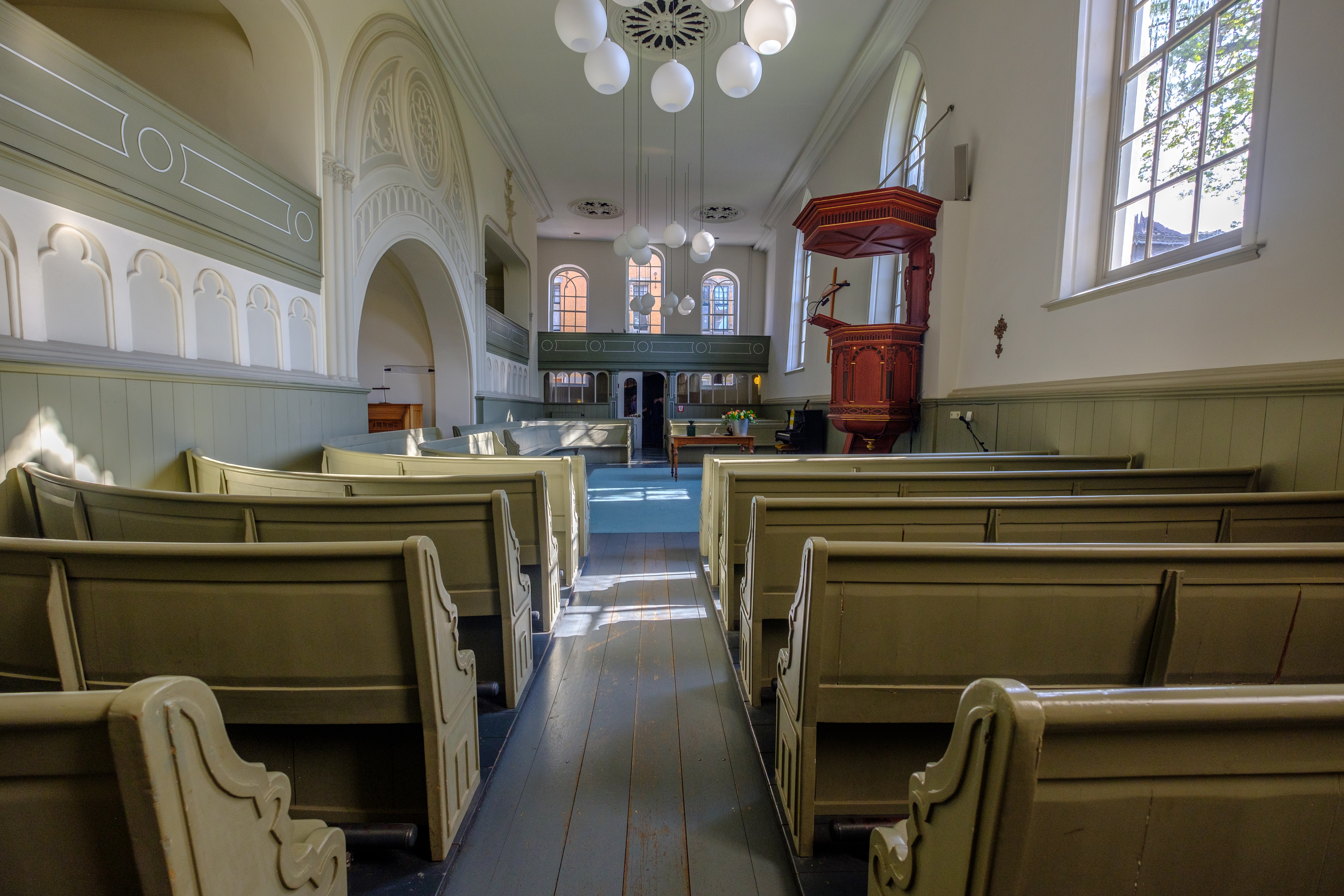
Interieur in 2024
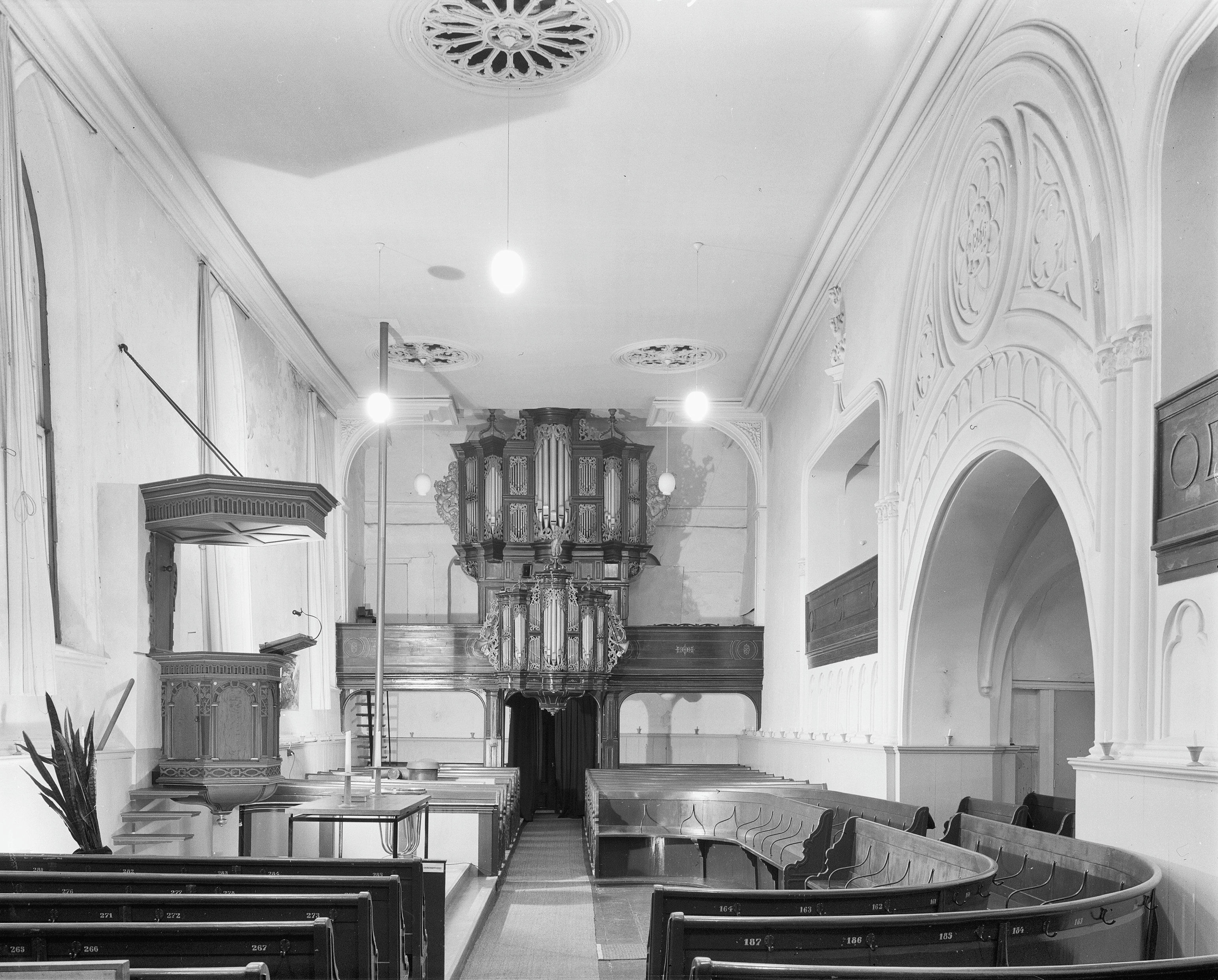
Interieur in 1967